# Plancher-Umlagerung
Die Plancher-Umlagerung – auch Ciamician-Plancher-Umlagerung – ist eine Namensreaktion aus dem Bereich der Organischen Chemie, die 1896 durch den Chemiker Giuseppe Plancher und Giacomo Luigi Ciamician publiziert wurde. Die Plancher-Umlagerung beschreibt die thermische Umlagerung einer Alkyl- oder Arylgruppe eines disubstituierten Indolin-3-ols. Dadurch wird das thermodynamisch stabilere Indol gebildet.

## Übersicht
Das an Position 2 durch Alkyl- bzw. Arylgruppen disubstituierte Indolin-3-ol wird durch Umlagerung einer der Alkyl-/Arylgruppen (blau) von Position 2 zu Position 3 unter Wasserabspaltung zu einem Indol umgesetzt:

R^{1}, R^{2} = Alkyl-, Arylrest

Die Reaktion läuft jedoch nur unter saurer Katalyse und Wärmezufuhr ab.

## Reaktionsmechanismus
Die nachfolgende Darstellung beschreibt einen Vorschlag für den Reaktionsmechanismus am Beispiel von 2,2-Dimethylindolin-3-ol:
Zuerst wird die Hydroxygruppe des 2,2-Dimethylindolin-3-ols (1) protoniert und das (2,2-Dimethylindolin-3-yl)oxoniumion (2) entsteht. Anschließend wird die Oxoniumgruppe als Wassermolekül abgespalten und die Methylgruppe (blau) von der Position 2 an die Position 3 umgelagert. So entsteht das 2,3-Dimethylindoliumion (3). Abschließend wird an Position 3 ein Proton abgespalten und so das 2,3-Dimethylindol (4) gebildet.